# Istituto statale d'arte Nicola Giustiniani
L'istituto statale d'arte "Nicola Giustiniani" è una scuola di istruzione superiore sita nel comune di Cerreto Sannita, in provincia di Benevento.
La creazione di una scuola d'arte nel comune fu auspicata dal Presidente della Repubblica Luigi Einaudi nel corso di una sua visita ad una mostra di antiche maioliche cerretesi, il 1º luglio del 1950, e in seguito da Eduardo De Filippo, che aveva visitato nel settembre del 1953 la collezione di ceramiche di Salvatore Biondi., e da Guido Piovene, in visita nel comune il 6 aprile del 1955
Attuale Dirigente Scolastico è la dott.ssa Bernarda De Girolamo.

## Storia
La scuola venne istituita come sezione distaccata dell'istituto di Avellino su decreto del Ministero della pubblica istruzione nel febbraio del 1957 e iniziò la propria attività il seguente 1º ottobre con una sezione sulla ceramica. Nel novembre del 1959 divenne istituto autonomo. Nel 1960 fu aggiunta una sezione dedicata all'arte della tessitura e nel 1964 quella per l'"arte del legno". Nel 1967 divenne "istituto statale d'arte con annessa scuola media" e venne istituito il "biennio sperimentale.
Nel 1998 alla scuola è stato aggregato l'istituto tecnico industriale di San Salvatore Telesino, con il nome di "Istituto di istruzione superiore di Cerreto Sannita".
A decorrere dal 1º settembre 2009 con la fusione dell'Istituto d'Arte, dell'Istituto Tecnico Industriale di San Salvatore e dell'Istituto Tecnico Commerciale e per Geometri di Cerreto Sannita è nato l'Istituto di Istruzione Superiore "Carafa - Giustiniani".

## Attività

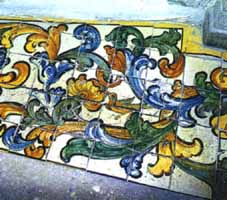
Predella della Chiesa di San Gennaro (Cerreto Sannita) ricomposta dagli allievi del laboratorio di restauro ceramico dell'Istituto "Giustiniani".

Tuttora sono attivi i tre indirizzi di laboratorio:
- "arte della ceramica cerretese", con i laboratori di foggiatura e formatura, decorazione, forni e macchine, restauro;
- "arte del legno", con i laboratori di arte dell'intarsio, arte dell'intaglio, restauro;
- "arte della tessitura", con i laboratori di decorazione su stoffa, tappeti ed arazzi, filatura.

Al termine dei primi tre anni di studi si ottiene la "licenza di maestro d'arte" e dopo cinque anni il "diploma di arte applicata".
Nel 2007 l'Istituto ha avuto l'incarico di allestire un presepe sullo scalone monumentale del palazzo del Ministero della pubblica istruzione a Roma, inaugurato il 19 dicembre dello stesso anno.